# Todirostrum pictum
Todirostrum pictum là một loài chim trong họ Tyrannidae.